# Leiolepis guttata
Leiolepis guttata är en ödleart som beskrevs av  Cuvier 1829. Leiolepis guttata ingår i släktet Leiolepis och familjen agamer. Inga underarter finns listade i Catalogue of Life.